# Картель Ла Фамилиа
Ла Фамилиа Мичоакана (La Familia) — один из основных мексиканских наркокартелей, действовавший в 2006 − 2011 годах. Штаб-квартира картеля находилась в юго-западном штате Мичоакан. Ранее картель действовал в союзе с Лос-Сетас как часть картеля Гольфо. С 2006 года Ла Фамилиа стал независимой преступной организацией. Лидер картеля и один из его основателей Насарио Морено Гонсалес, известный как Эль Мас Локо (исп. El Mas Loco — «Безумнейший»), проповедовал «божественное» право организации устранить своих врагов и выступал против того, чтобы подчинённые ему наркоторговцы и наемные убийцы сами принимали наркотики. Партнёрами Насарио Морено были Хосе де Хесус Мендес Варгас, Сервандо Гомес Мартинес и Энрике Планкарте Солис. По словам генерального прокурора Мексики Эдуардо Медина Мора, Ла Фамилиа — «самая жестокая преступная организация в Мексике».

## История
Мексиканские аналитики считают, что картель Ла Фамилиа был сформирован в 1980-х годах. Его заявленной целью было наведения порядка в Мичоакане, помощь и защита бедных. В своём первоначальном виде картель сформировался как группа линчевателей, побуждающих власти к борьбе с похитителями и торговцами наркотиками, которые были врагами картеля. Впоследствии картель извлек выгоду из этого созданного им мифа и стал трансформироваться в преступную организацию.
Ла Фамилиа вышел на первый план в 1990-х годах как часть картеля Гольфо. В то время Ла Фамилия представлял собой военизированную группу, предназначенную для захвата контроля над незаконным оборотом наркотиков в штате Мичоакан в противостоянии с конкурирующими наркокартелями. Участники Ла Фамилия проходили подготовку вместе с Лос-Сетас. В 2006 году картель стал независимой преступной организацией. Ла Фамилиа был одним из самых сильных и самых быстрорастущих картелей в Мексике. Он имел прочные связи с картелем Синалоа Хоакина Гусмана, также союзником Ла фамилиа являлся картель Гольфо. Противниками Ла Фамилиа были Лос-Сетас, Тихуанский картель и картель Хуареса.

## Деятельность картеля
Ла Фамилиа являлся мощной преступной организацией и одним из самых быстрорастущих мексиканских наркокартелей. Как и другие картели, Ла Фамилиа использовал портовый город Ласаро Карденаса (Мичоакан), чтобы импортировать наркотики из Перу и Колумбии. Также участники картеля занимались производством метамфетамина вдоль горной местности горной цепи Мэйдр. Картель занимался не только контрабандой и продажей наркотиков, он превратился в преступную организацию, которая действовала как параллельное государство в большей части Мичоакана. Участники Ла Фамилиа вымогали «налоги» у фирм, требовали деньги за совместные с ними проекты, контролировали мелкую преступность и улаживали некоторые местные споры.
Несмотря на свою краткую историю, картель являлся крупнейшим мексиканским поставщиком метамфетамина в Соединённые Штаты, его каналы поставки тянулись к Среднему Западу Соединённых Штатов. Картель все больше участвовал в обороте кокаина, марихуаны и других наркотиков. По словам бывшего руководителя DEA Майкла Брауна, Ла Фамилиа управлял «суперлабораториями» в Мексике, способными к производству до 100 фунтов денатурата за восемь часов. Участники Ла Фамилиа также занимались грабежами, выбиванием долгов и другой преступной деятельностью, в том числе незаконной переправкой людей в США.
При похищениях людей участники картеля часто использовали поддельную или настоящую полицейскую форму. Под видом полицейских участники картеля останавливали своих жертв под предлогом досмотра и похищали их.
По сообщениям федеральных и государственных источников, Ла Фамилия активно участвовал в Мичоакане в политике, продвигая своих кандидатов, финансируя их кампании и заставляя других отказываться от выборов. Несколько местных чиновников были подкуплены картелем. В Мичоакане были убиты 20 муниципальных чиновников, в том числе двое мэров.
Согласно секретарю Государственной безопасности Мексики Хенаро Гарсии Луне, картель вербовал людей из клиник лечения от наркотиков, помогая наркоманам выздороветь и затем принуждая их служить картелю или быть убитым. Карьерный рост в организации зависел в том числе от регулярного присутствия на молитвенных встречах. Картель давал кредиты фермерам, фирмам, школам и церквям, рекламировал свою благосклонность в местных газетах, чтобы получить социальную поддержку.
В мае 2009 года мексиканская федеральная полиция задержала 10 мэров и 20 других местных чиновников Мичоакана, подозреваемых в том, что они были связаны с картелем.
11 июля 2009 был арестован лейтенант картеля Арнольдо Руэда Медина. Участники Ла Фамилиа напали на федеральный полицейский участок в Морелии, чтобы попытаться освободить Руэду. Во время нападений были убиты два солдата и трое федеральных полицейских. После этого неудавшегося нападения участники картеля в отместку атаковали полицейские участки не менее чем в 6 городах Мичоакана.
Три дня спустя, 14 июля 2009 года, участники картеля после пыток убили двенадцать мексиканских федеральных полицейских и свалили их тела вдоль горного шоссе. Президент Кальдерон отправил 1000 дополнительных федеральных полицейских, что возмутило губернатора Мичоакана Леонеля Годоя Рэнгеля. Несколько дней спустя 10 муниципальных полицейских были арестованы в связи с убийствами этих 12 федеральных агентов.
Брат губернатора Мичоакана Хулио Сесар Годои Тоскано, избранный 5 июля 2009 в нижнюю палату Конгресса, был обвинен в том, что он являлся высокопоставленным участником Ла Фамилиа и обеспечивал политическую защиту картеля. На основе этих обвинений 14 декабря 2010 года Годои Тоскано был привлечен к ответственности и потерял свою депутатскую неприкосновенность, но бежал и продолжает находиться в розыске.
16 июля 2009 Сервандо Гомес Мартинес (La Tuta), операционный руководитель картеля, связался с местной радиостанцией и заявил: «Ла Фамилиа был создан, чтобы заботиться о благополучии наших людей и нашей семьи. Мы — необходимое зло». На вопрос, что требуется картелю, ответил Гомес: «Единственной вещью, которую мы хотим, является мир и спокойствие».

## Религиозность
Картель иногда описывается как квазирелигиозный, так как его лидеры, Морено Гонсалес и Мендес Варгас, именовали свои убийства «божественным правосудием», и что у них могли быть прямые или косвенные связи с приверженцами религиозного движения Нового Иерусалима, которое известно своей заинтересованностью проблемами правосудия. Босс и духовный лидер картеля Насарио Морено Гонсалес издал свою собственную «библию», и копия, захваченная мексиканскими федеральными агентами, показывает идеологию картеля, в которой смешаны элементы евангелистского учения с повстанческими крестьянскими лозунгами. Убитый 9 декабря 2010 Морено Гонсалес, возможно, опирался на работы христианского писателя Джона Элдреджа, используя своё собственное понимание идей Элдреджа, что у каждого человека должно быть «сражение в борьбе, красота, чтобы спасти и приключение, чтобы жить». Мексиканское министерство юстиции заявило в отчёте, что Гонсалес Морено требовал, чтобы участники картеля читали книгу Элдреджа «Дикие сердцем» и заплатил сельским учителям и Национальному Образованию развития (CONAFE), чтобы распространить письма Элдреджа всюду в сельской местности. Картель подчеркивал религию и семейные ценности при вербовке новых участников, и помещал баннеры в тех местах, где действовал, в которых утверждалось, что они против токсикомании или эксплуатации женщин и детей.

## Конец картеля
20 апреля 2009 года около 400 мексиканских федеральных полицейских провели задержания участников картеля. Среди 44 задержанных был руководитель подразделения картеля.
Ещё в июле 2009 и позже в ноябре 2010 года картель предлагал приостановить свою деятельность и даже самораспуститься, «с условием, что федеральное правительство, государство и федеральная полиция обязуются обеспечивать безопасность штат Мичоакан». Однако правительство президента Фелипе Кальдерона отказалось заключить сделку с картелем и отвергли предложения о диалоге.
Президент Кальдерон заявил, что наркокартели страны стали очень сильными и теперь поставили под угрозу будущее мексиканской демократии.
В Мексике продолжалась война властей против наркокартелей и наркокартелей между собой. По состоянию на 2010 год крупнейшие мексиканские картели были разделены на два лагеря, в одном — Ла Фамилиа, Картель Синалоа и Картель Гольфо, в другом — Лос-Сетас, Бельтран Лейва, Тихуанский картель и Картель Хуареса.
22 октября 2009 года американские федеральные власти объявили о завершении четырёхлетнего расследование операций Ла Фамилиа в Соединённых Штатах. Это был самый крупный американский рейд против мексиканских наркокартелей, действовавших в США. За двухдневный период в 19 штатах были арестованы 303 человека и раскрыты две тайные нарколаборатории. Было захвачено более 62 килограммов кокаина, 330 килограммов метамфетамина, 440 килограммов марихуаны, 144 единиц оружия, 109 транспортных средств и 3,4 миллиона американских долларов.
Впоследствии эта операция привела к аресту больше чем 1186 человек и конфискации около 33 миллионов долларов, захвату около семи тонн марихуаны, двух тонн кокаина, одной тонны метамфетамина, 13 килограммов героина, 389 единиц оружия и 269 транспортных средств.

Карта с обозначением сфер влияний мексиканских наркокартелей по состоянию на май 2010 года.
Тихуанский картель
Бельтран Лейва
Картель Синалоа
Картель Хуареса
Картель Ла Фамилиа
Картель Гольфо
Лос-Сетас
Спорные территории

В июне 2011 года мексиканской полицией был арестован Хосе де Хесус Мендес Варгас, который находился в розыске за наркоторговлю, похищения и убийства людей, за информацию о местонахождении которого была объявлена награда в два миллиона долларов. Вместе с ним были задержаны несколько его помощников. Примерно через месяц, в июле 2011 года Министерство юстиции Соединённых Штатов объявило, что двадцатимесячная операция привела больше чем к 221 аресту участников картеля Ла Фамилиа в Соединённых Штатах, наряду с конфискациями наличных денег, кокаина, героина и метамфетамина (за пределами Соединённых Штатов операция привела к аресту более чем 1900 людей).
Участникам картеля были предъявлены обвинения в совершении преступлений в Алабаме, Калифорнии, Колорадо, Джорджии, Канзасе, Мичигане, Миннесоте, Миссури, Нью-Мексико, Северной Каролине, Теннесси, Техасе и Вашингтоне (округ Колумбия). 5 октября 2011 года полиция арестовала одного из главарей Ла Фамилиа Мартина Росалеса Магана. 2 ноября 2011 года мексиканская федеральная полиция объявила, что картель Ла Фамилиа распался.
Убийство основателя и лидера Ла Фамилиа Морено Гонсалеса полицейскими 9 марта 2014 года нанесло существенный урон организации. После смерти Насарио Морено Гонсалеса и последующего раскола между Хосе де Хесусом Мендесом Варгасом, Энрике Планкарте Солисом и Сервандо Гомесом Мартинесом, значительная часть участников Ла Фамилиа вышла из организации и сформировала новый картель Caballeros templarios (Картель тамплиеров).